# Рыбное (Ивано-Франковский район)
Рыбное (укр. Рибне) — село в Ямницкой сельской общине Ивано-Франковского района Ивано-Франковской области Украины.
Население по переписи 2001 года составляло 330 человек. Занимает площадь 21,43 км². Почтовый индекс — 77421. Телефонный код — 03436.